# Século XXXV a.C.
Século XXXVI a.C. - Século XXXV a.C. - Século XXXIV a.C.
Inicia no primeiro dia do ano 3500 a.C. e termina no último dia do ano 3401 a.C.
Neste século, o Oriente Próximo vê a gradual transição do Calcolítico para o início da Idade do Bronze. A proto-escrita começa a desenvolver-se na escrita própria. Veículos com rodas são utilizados além da Mesopotâmia, espalhando-se ao norte do Cáucaso e entrando na Europa.

## Culturas
- Susa (Irã desde 7000 a.C.)
- Período de Uruque (Suméria)
- Nacada IIb (Antigo Egito)
- Minoico Anterior I
- Cultura Sredny Stog (fase final)

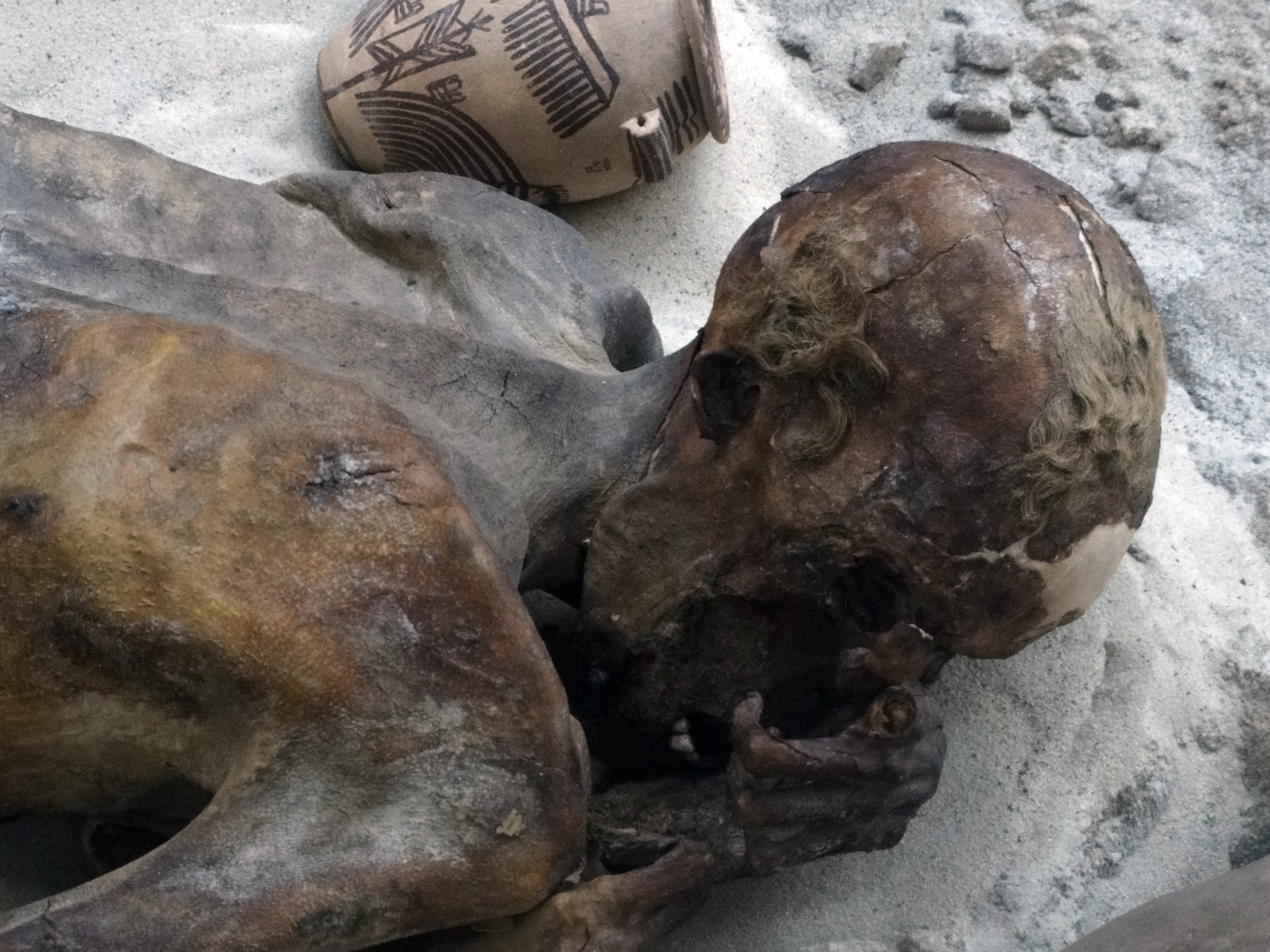
A cabeça do EA 32751 ("Ginger") exibindo a preservação dos fios de cabelo. Foto tirada em 2011

- Cultura Yamna (fase inicial) na Estepe pôntica
- Cultura de Cucuteni nos Montes Cárpatos
- Cultura Vinča na Sérvia
- Cultura Megalítica Europeia na (Europa atlântica)
- Cultura da Cerâmica Penteada no noroeste da Rússia
- Cultura da Cerâmica de Funil na Escandinávia
- Cultura de Yangshao

## Artefatos
aproximadamente da metade do 4º milênio a.C.
- Tablete de Quis
- Pote de Bronocice
- Múmia pré-dinástica, apelidada de Ginger.

## Eventos
- cerca de 3500 a.C., escritos de Harapa foi descoberto no Vale do Indo
- O Saara começa a transformar-se numa savana semi-árida, através da desertificação.
- cerca de 3500 a.C., primeiro zoológico conhecido em Hieracômpolis.
- cerca de 3400 a.C., os escribas nos templos sumérios redefinem a estampagem dos selos utilizando cilindros.
- cerca de 3500 a.C., primeira descoberta de uma forma de escrita, localizada na Suméria, tecnicamente começando a História.

## Invenções, descobertas e introduções
- Início da irrigação no Antigo Egito
- Primeiras cidades no Egito
- Primeiro uso da escrita cuneiforme

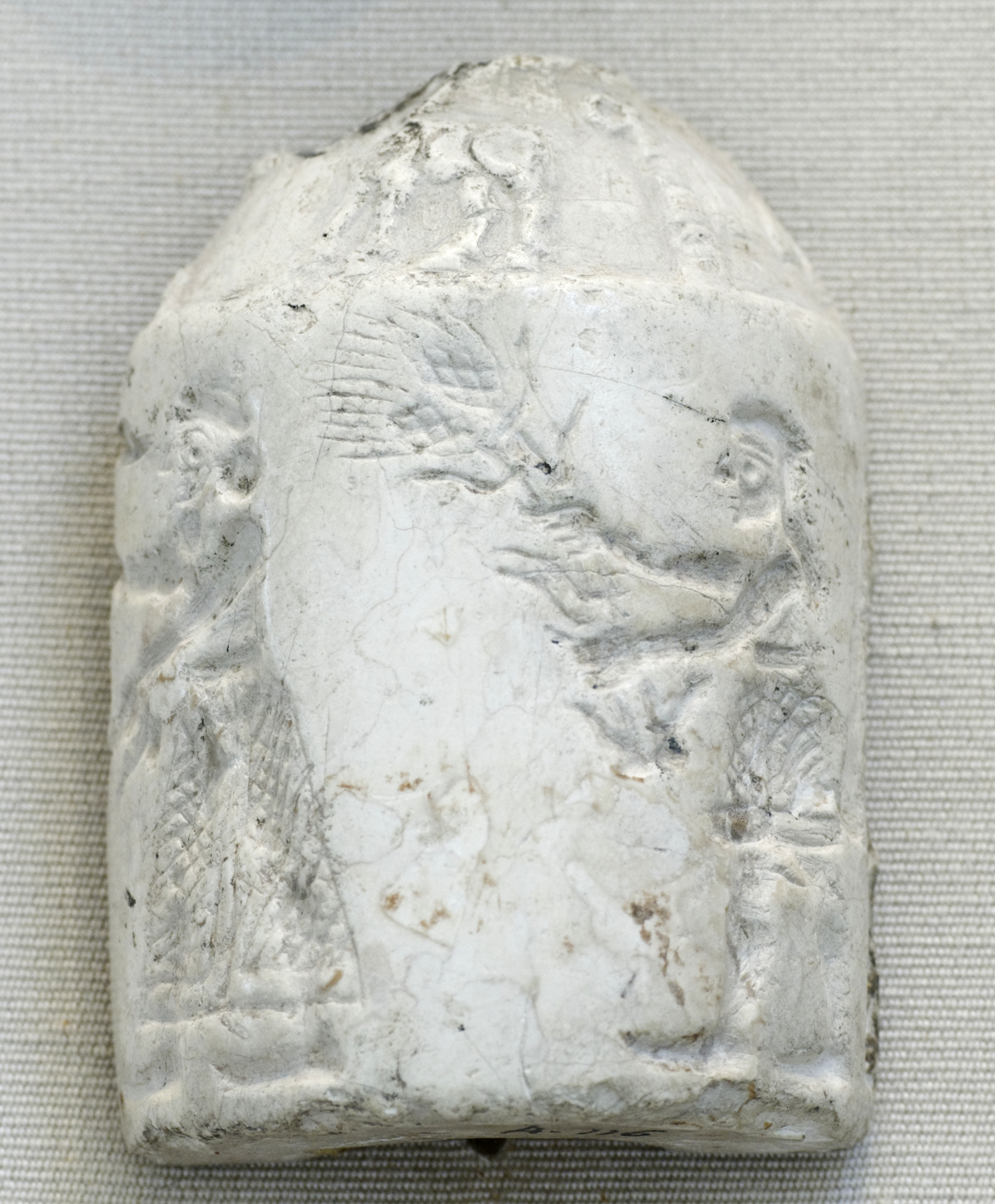
Selo cilíndrico do Período de Uruque, Museu do Louvre

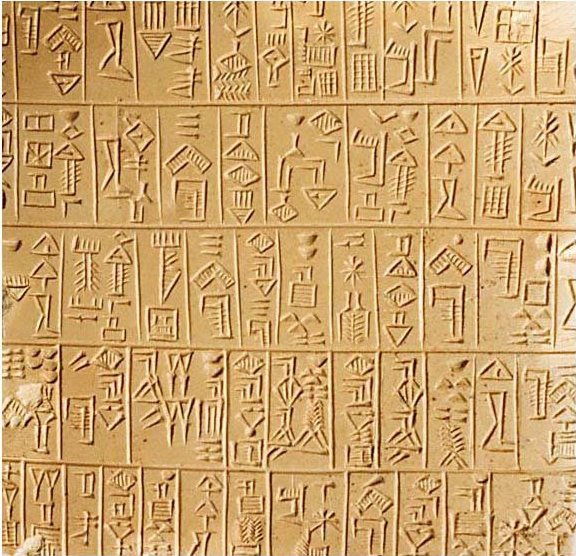
Inscrições sumerianas em um monumento em estilo arcádio, do século XXIV a.C. Um exemplo da escrita cuneiforme